# Liste des représentants au 110e Congrès des États-Unis
Pour un article plus général, voir 110e Congrès des États-Unis.
La liste des représentants au 110e Congrès des États-Unis contient le nom des membres de la chambre des représentants du 110e Congrès des États-Unis (législature de 2007-2008)
La chambre des représentants est l'une des deux composantes du parlement du gouvernement fédéral des États-Unis, c'est-à-dire de sa branche législative qui compte 435 représentants votants.

## Composition

### Délégués votants
Alabama
1. Jo Bonner (R)
2. Terry Everett (R)
3. Mike Rogers (R)
4. Robert Aderholt (R)
5. Robert E. Cramer (D)
6. Spencer Bachus (R)
7. Artur Davis (D)

Alaska
1. Don Young (R)

Arizona
1. Rick Renzi (R)
2. Trent Franks (R)
3. John Shadegg (R)
4. Ed Pastor (R)
5. Harry Mitchell (D)
6. Jeff Flake (R)
7. Raúl Grijalva (D)
8. Gabrielle Giffords (D)

Arkansas
1. Marion Berry (D)
2. Vic Snyder (D)
3. John Boozman (R)
4. Mike Ross (D)

Californie
1. Mike Thompson (D)
2. Wally Herger (R)
3. Dan Lungren (R)
4. John Doolittle (R)
5. Doris Matsui (D)
6. Lynn Woolsey (D)
7. George Miller (D)
8. Nancy Pelosi (D)
9. Barbara Lee (D)
10. Ellen Tauscher (D)
11. Jerry McNerney (D)
12. Tom Lantos (D)
13. Pete Stark (D)
14. Anna Eshoo (D)
15. Mike Honda (D)
16. Zoe Lofgren (D)
17. Sam Farr (D)
18. Dennis Cardoza (D)
19. George Radanovich (R)
20. Jim Costa (D)
21. Devin Nunes (D)
22. Kevin McCarthy (R)
23. Lois Capps (D)
24. Elton Gallegly (R)
25. Buck McKeon (R)
26. David Dreier (R)
27. Brad Sherman (D)
28. Howard Berman (D)
29. Adam Schiff (D)
30. Henry Waxman (D)
31. Xavier Becerra (D)
32. Hilda Solis (D)
33. Diane Watson (D)
34. Lucille Roybal-Allard (D)
35. Maxine Waters (D)
36. Jane Harman (D)
37. Laura Richardson (D)
38. Grace Napolitano (D)
39. Linda Sánchez (D)
40. Ed Royce (R)
41. Jerry Lewis (R)
42. Gary Miller (R)
43. Joe Baca (D)
44. Ken Calvert (R)
45. Mary Bono (R)
46. Dana Rohrabacher (R)
47. Loretta Sánchez (D)
48. John Campbell (R)
49. Darrell Issa (R)
50. Brian Bilbray (R)
51. Bob Filner (D)
52. Duncan Hunter (R)
53. Susan Davis (D)

Caroline du Nord
1. Bob Etheridge (D)
2. Walter B. Jones (R)
3. David Price (D)
4. Virginia Foxx (R)
5. Howard Coble (R)
6. Mike McIntyre (D)
7. Robin Hayes (R)
8. Sue Wilkins Myrick (R)
9. Patrick McHenry (R)
10. Heath Shuler (D)
11. Mel Watt (D)
12. Brad Miller (D)

Caroline du Sud
1. Henry E. Brown, Jr. (R)
2. Joe Wilson (R)
3. Gresham Barrett (R)
4. Bob Inglis (R)
5. John Spratt (D)
6. Jim Clyburn (D)

Colorado
1. Diana DeGette (D)
2. Mark Udall (D)
3. John Salazar (D)
4. Marilyn Musgrave (R)
5. Doug Lamborn (R)
6. Tom Tancredo (R)
7. Ed Perlmutter (D)

Connecticut
1. John Larson (D)
2. Joe Courtney (D)
3. Rosa DeLauro (D)
4. Chris Shays (R)
5. Chris Murphy (D)

Dakota du Nord
1. Earl Pomeroy (D)

Dakota du Sud
1. Stephanie Herseth (D)

Delaware
1. Michael Castle (R)

Floride
1. Jeff Miller (R)
2. Allen Boyd (D)
3. Corrine Brown (D)
4. Ander Crenshaw (D)
5. Ginny Brown-Waite (R)
6. Cliff Stearns (R)
7. John Mica (R)
8. Ric Keller (R)
9. Gus Bilirakis (R)
10. Bill Young (R)
11. Kathy Castor (D)
12. Adam Putnam (R)
13. Vern Buchanan (R)
14. Connie Mack IV (R)
15. Dave Weldon (R)
16. Tim Mahoney (D)
17. Kendrick Meek (D)
18. Ileana Ros-Lehtinen (R)
19. Robert Wexler (D)
20. Debbie Wasserman Schultz (D)
21. Lincoln Diaz-Balart (R)
22. Ron Klein (D)
23. Alcee Hastings (D)
24. Tom Feeney (R)
25. Mario Diaz-Balart (R)

Géorgie
1. Jack Kingston (R)
2. Sanford Bishop (D)
3. Lynn Westmoreland (R)
4. Hank Johnson (D)
5. John Lewis (D)
6. Tom Price (R)
7. John Linder (R)
8. Tim Marshall (D)
9. Nathan Deal (R)
10. Paul Broun (R)
11. Phil Gingrey (R)
12. John Barrow (D)
13. David Scott (D)

Hawaï
1. Neil Abercrombie (D)
2. Mazie Hirono (D)

Idaho
1. Bill Sali (R)
2. Mike Simpson (R)

Illinois
1. Bobby Rush (D)
2. Jesse L. Jackson (D)
3. Dan Lipinski (D)
4. Luis Gutiérrez (D)
5. Rahm Emanuel (D)
6. Peter Roskam (R)
7. Danny K. Davis (D)
8. Melissa Bean (D)
9. Jan Schakowsky (D)
10. Mark Kirk (R)
11. Jerry Weller (R)
12. Jerry Costello (D)
13. Judy Biggert (R)
14. Dennis Hastert (R)
15. Tim V. Johnson (R)
16. Donald Manzullo (R)
17. Phil Hare (D)
18. Ray LaHood (R)
19. John Shimkus (R)

Indiana
1. Pete Visclosky (D)
2. Joe Donnelly (D)
3. Mark Souder (R)
4. Steve Buyer (R)
5. Dan Burton (R)
6. Mike Pence (R)
7. Julia Carson (D)
8. Brad Ellsworth (D)
9. Baron Hill (D)

Iowa
1. Bruce Braley (D)
2. Dave Loebsack (D)
3. Leonard Boswell (D)
4. Tom Latham (R)
5. Steve King (R)

Kansas
1. Jerry Moran (R)
2. Nancy Boyda (D)
3. Dennis Moore (D)
4. Todd Tiahrt (R)

Kentucky
1. Ed Whitfield (R)
2. Ron Lewis (R)
3. John Yarmuth (D)
4. Geoff Davis (R)
5. Harold Rogers (R)
6. Ben Chandler (D)

Louisiane
1. Bobby Jindal (R)
2. William J. Jefferson (D)
3. Charlie Melancon (D)
4. Jim McCrery (R)
5. Rodney Alexander (D)
6. Richard Baker (R)
7. Charles Boustany (R)

Maine
1. Tom Allen (D)
2. Mike Michaud (D)

Maryland
1. Wayne Gilchrest (R)
2. Dutch Ruppersberger (D)
3. John Sarbanes (D)
4. Albert Wynn (D)
5. Steny Hoyer (D)
6. Roscoe Bartlett (R)
7. Elijah Cummings (D)
8. Chris Van Hollen (D)

Massachusetts
1. John Olver (D)
2. Richard Neal (D)
3. Jim McGovern (D)
4. Barney Frank (D)
5. Niki Tsongas (D)
6. John F. Tierney (D)
7. Ed Markey (D)
8. Mike Capuano (D)
9. Stephen F. Lynch (D)
10. Bill Delahunt (D)

Michigan
1. Bart Stupak (D)
2. Peter Hoekstra (R)
3. Vernon Ehlers (R)
4. Dave Camp (R)
5. Dale Kildee (D)
6. Fred Upton (R)
7. Tim Walberg (R)
8. Mike Rogers (R)
9. Joe Knollenberg (R)
10. Candice Miller (R)
11. Thaddeus McCotter (R)
12. Sander Levin (D)
13. Carolyn Cheeks Kilpatrick (D)
14. John Conyers (D)
15. John Dingell (D)

Minnesota
1. Tim Walz (D)
2. John Kline (R)
3. Jim Ramstad (R)
4. Betty McCollum (D)
5. Keith Ellison (D)
6. Michele Bachmann (R)
7. Collin Peterson (D)
8. Jim Oberstar (D)

Mississippi
1. Roger Wicker (R)
2. Bennie Thompson (D)
3. Chip Pickering (R)
4. Gene Taylor (D)

Missouri
1. Lacy Clay (D)
2. Todd Akin (R)
3. Russ Carnahan (D)
4. Ike Skelton (D)
5. Emanuel Cleaver (D)
6. Sam Graves (R)
7. Roy Blunt (R)
8. Jo Ann Emerson (R)
9. Kenny Hulshof (R)

Montana
1. Denny Rehberg (R)

Nebraska
1. Jeff Fortenberry (R)
2. Lee Terry (R)
3. Adrian Smith (R)

Nevada
1. Shelley Berkley (D)
2. Dean Heller (R)
3. Jon Porter (R)

New Hampshire
1. Carol Shea-Porter (D)
2. Paul Hodes (D)

New Jersey
1. Rob Andrews (D)
2. Frank LoBiondo (R)
3. Jim Saxton (R)
4. Chris Smith (R)
5. Scott Garrett (R)
6. Frank Pallone (D)
7. Mike Ferguson (R)
8. Bill Pascrell (D)
9. Steve Rothman (D)
10. Donald M. Payne (D)
11. Rodney Frelinghuysen (R)
12. Rush Holt (D)
13. Albio Sires (D)

New York
1. Tim Bishop (D)
2. Steve Israel (D)
3. Peter T. King (R)
4. Carolyn McCarthy (D)
5. Gary Ackerman (D)
6. Gregory Meeks (D)
7. Joseph Crowley (D)
8. Jerrold Nadler (D)
9. Anthony Weiner (D)
10. Ed Towns (D)
11. Yvette Clarke (D)
12. Nydia Velázquez (D)
13. Vito Fossella (R)
14. Carolyn Maloney (D)
15. Charles Rangel (D)
16. José E. Serrano (D)
17. Eliot Engel (D)
18. Nita Lowey (D)
19. John Hall (en) (D)
20. Kirsten Gillibrand (D)
21. Michael R. McNulty (D)
22. Maurice Hinchey (D)
23. John M. McHugh (R)
24. Mike Arcuri (D)
25. Jim Walsh (R)
26. Tom Reynolds (R)
27. Brian Higgins (D)
28. Louise McIntosh Slaughter (D)
29. Randy Kuhl (R)

Nouveau-Mexique
1. Heather Wilson (R)
2. Steve Pearce (R)
3. Tom Udall (D)

Ohio
1. Steve Chabot (R)
2. Jean Schmidt (R)
3. Mike Turner (R)
4. Jim Jordan (R)
5. Paul Gillmor
puis Bob Latta
6. Charlie Wilson (homme politique, 1943)Charlie Wilson (D)
7. David Hobson (R)
8. John Boehner (R)
9. Marcy Kaptur (D)
10. Dennis Kucinich (D)
11. Stephanie Tubbs Jones (D)
12. Pat Tiberi (R)
13. Betty Sutton (D)
14. Steve LaTourette (R)
15. Deborah Pryce (R)
16. Ralph Regula (R)
17. Tim Ryan (D)
18. Zack Space (D)

Oklahoma
1. John Sullivan (R)
2. Dan Boren (D)
3. Frank Lucas (R)
4. Tom Cole (R)
5. Mary Fallin (R)

Oregon
1. David Wu (D)
2. Greg Walden (R)
3. Earl Blumenauer (D)
4. Peter DeFazio (D)
5. Darlene Hooley (D)

Pennsylvanie
1. Bob Brady (D)
2. Chaka Fattah (D)
3. Phil English (R)
4. Jason Altmire (D)
5. John E. Peterson (R)
6. Jim Gerlach (R)
7. Joe Sestak (D)
8. Patrick Murphy (D)
9. Bill Shuster (R)
10. Chris Carney (D)
11. Paul Kanjorski (D)
12. John Murtha (D)
13. Allyson Schwartz (D)
14. Mike Doyle (D)
15. Charles Dent (R)
16. Joe Pitts (R)
17. Tim Holden (D)
18. Tim Murphy (R)
19. Todd Platts (R)

Rhode Island
1. Patrick J. Kennedy (D)
2. Jim Langevin (D)

Tennessee
1. David Davis (R)
2. Jimmy Duncan (R)
3. Zach Wamp (R)
4. Lincoln Davis (D)
5. Jim Cooper (D)
6. Bart Gordon (D)
7. Marsha Blackburn (R)
8. John S. Tanner (D)
9. Steve Cohen (D)

Texas
1. Louie Gohmert (R)
2. Ted Poe (R)
3. Sam Johnson (R)
4. Ralph Hall (R)
5. Jeb Hensarling (R)
6. Joe Barton (R)
7. John Culberson (R)
8. Kevin Brady (R)
9. Al Green (D)
10. Michael McCaul (R)
11. Mike Conaway (R)
12. Kay Granger (R)
13. Mac Thornberry (R)
14. Ron Paul (R)
15. Rubén Hinojosa (D)
16. Silvestre Reyes (D)
17. Chet Edwards (D)
18. Sheila Jackson-Lee (D)
19. Randy Neugebauer (R)
20. Charlie Gonzalez (D)
21. Lamar S. Smith (R)
22. Nick Lampson (D)
23. Ciro Rodriguez (D)
24. Kenny Marchant (R)
25. Lloyd Doggett (D)
26. Michael C. Burgess (R)
27. Solomon Ortiz (D)
28. Henry Cuellar (D)
29. Gene Green (D)
30. Eddie Bernice Johnson (D)
31. John Carter (R)
32. Pete Sessions (R)

Utah
1. Rob Bishop (R)
2. Jim Matheson (D)
3. Chris Cannon (R)

Vermont
1. Peter Welch (D)

Virginie
1. Jo Ann Davis (R)
puis Rob Wittman (R)
2. Thelma Drake (R)
3. Bobby Scott (D)
4. Randy Forbes (R)
5. Virgil Goode (R)
6. Bob Goodlatte (R)
7. Eric Cantor (R)
8. Jim Moran (D)
9. Rick Boucher (D)
10. Frank Wolf (R)
11. Thomas M. Davis (R)

Virginie-Occidentale
1. Alan Mollohan (D)
2. Shelley Moore Capito (R)
3. Nick Rahall (D)

Washington
1. Jay Inslee (D)
2. Rick Larsen (D)
3. Brian Baird (D)
4. Doc Hastings (R)
5. Cathy McMorris Rodgers (R)
6. Norman Dicks (D)
7. Jim McDermott (D)
8. Dave Reichert (R)
9. Adam Smith (D)

Wisconsin
1. Paul Ryan (R)
2. Tammy Baldwin (D)
3. Ron Kind (D)
4. Gwen Moore (D)
5. Jim Sensenbrenner (R)
6. Tom Petri (R)
7. Dave Obey (D)
8. Steve Kagen (D)

Wyoming
1. Barbara Cubin (R)

### Délégués consultatifs
- District de Columbia : Eleanor Holmes Norton (D)
- Guam : Madeleine Bordallo (D)
- Îles Vierges des États-Unis : Donna Christian-Christensen (D)
- Porto Rico : Luis Fortuño (R)
- Samoa américaines : Eni Faleomavaega (D)